# 富田林市立川西小学校
富田林市立川西小学校（とんだばやししりつかわにししょうがっこう）は、大阪府富田林市にある公立小学校。

## 沿革
- 1893年4月1日 - 岬尋常小学校として創立
- 1901年8月30日 - 川西尋常小学校に改称
- 1934年4月1日 - 川西尋常高等小学校に改称
- 1941年4月1日 - 川西国民学校に改称
- 1947年4月1日 - 富田林町立川西小学校に改称
- 1950年4月1日 - 富田林市立川西小学校に改称

## 交通
- 近鉄長野線 川西駅から徒歩約5分。

## 教育歴史資料室
昭和初期に建てられた木造校舎一棟が修復保存され、明治時代から昭和初期にいたる教材や備品を展示する教育歴史資料室として活用されている。
昭和9年9月の室戸台風で全校舎が倒壊したのち、昭和10年に再建された木造校舎のひとつであった。木造瓦葺き平屋建物であり、玄関・旧職員室・高等科教室1室が残る。昭和初期の学校建築の雰囲気をよく残し、天井や玄関ポーチなど構造や意匠に特徴がある。
平成13年11月20日に、登録有形文化財に登録された。